# Acocksacris karasensis
Acocksacris karasensis är en insektsart som beskrevs av Brown, H.D. 1962. Acocksacris karasensis ingår i släktet Acocksacris och familjen gräshoppor. Inga underarter finns listade i Catalogue of Life.